# Arum palaestinum
Arum palaestinum là một loài thực vật có hoa trong họ Ráy (Araceae). Loài này được Boiss. mô tả khoa học đầu tiên năm 1854.

## Hình ảnh

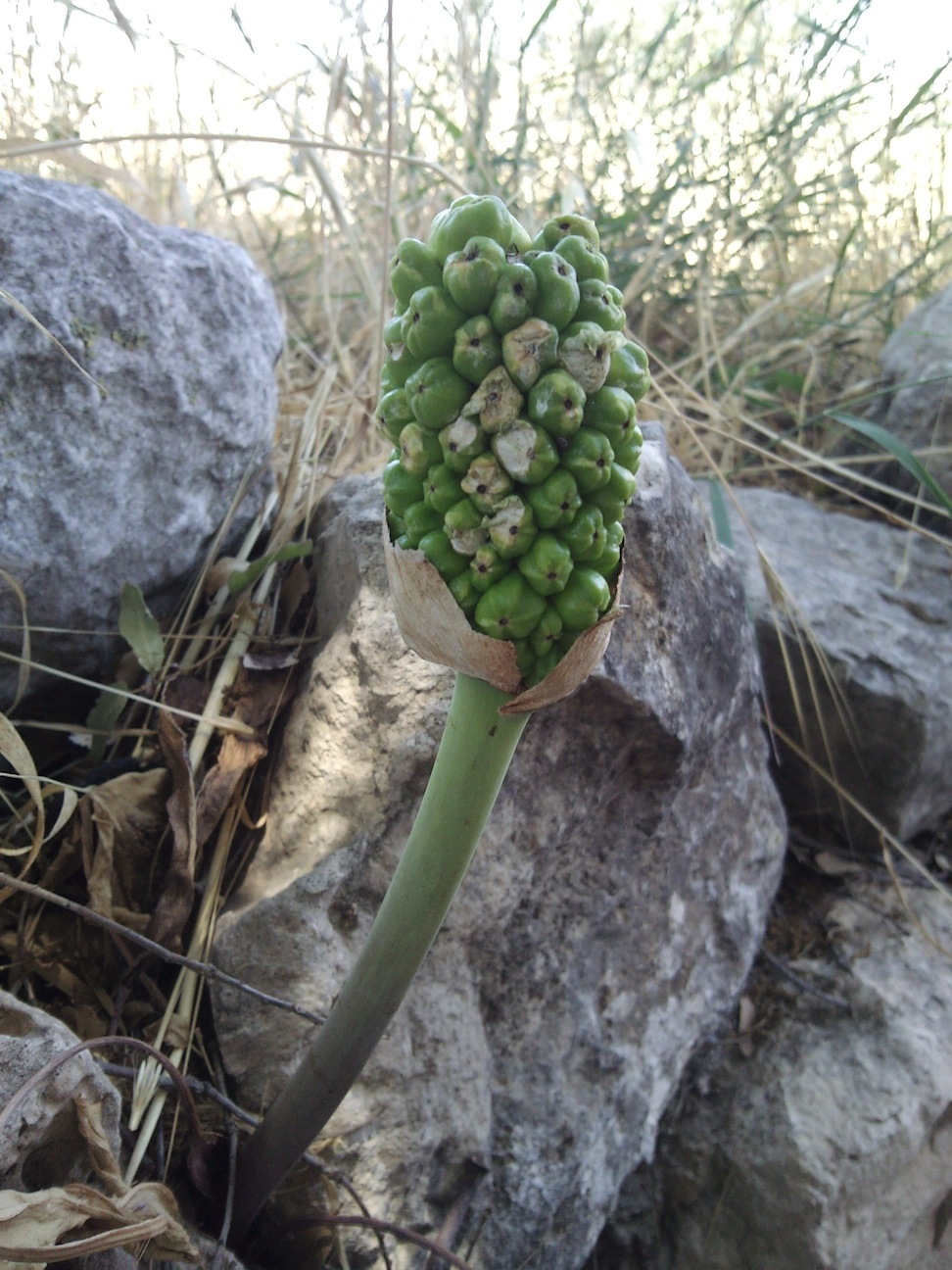
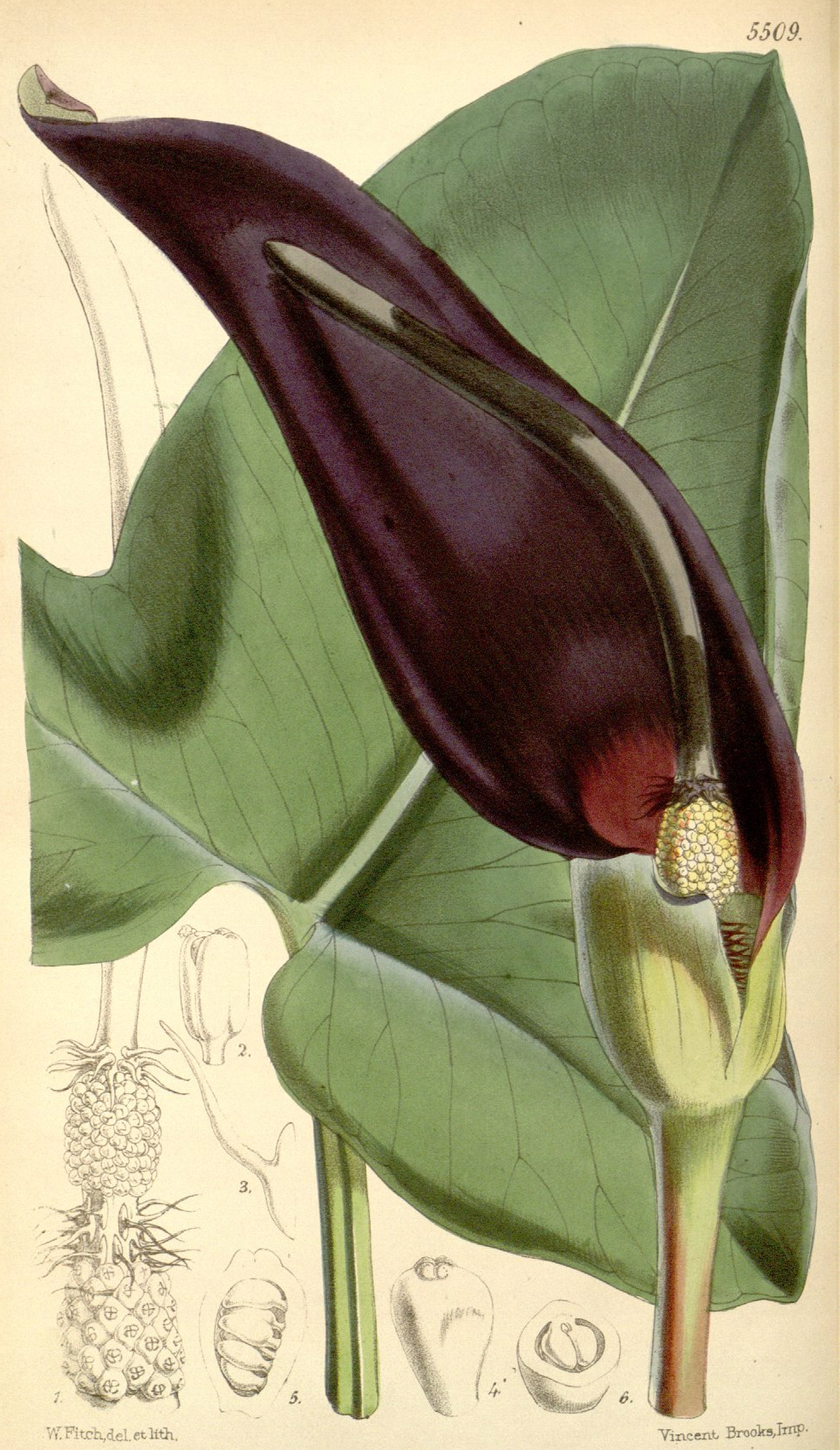
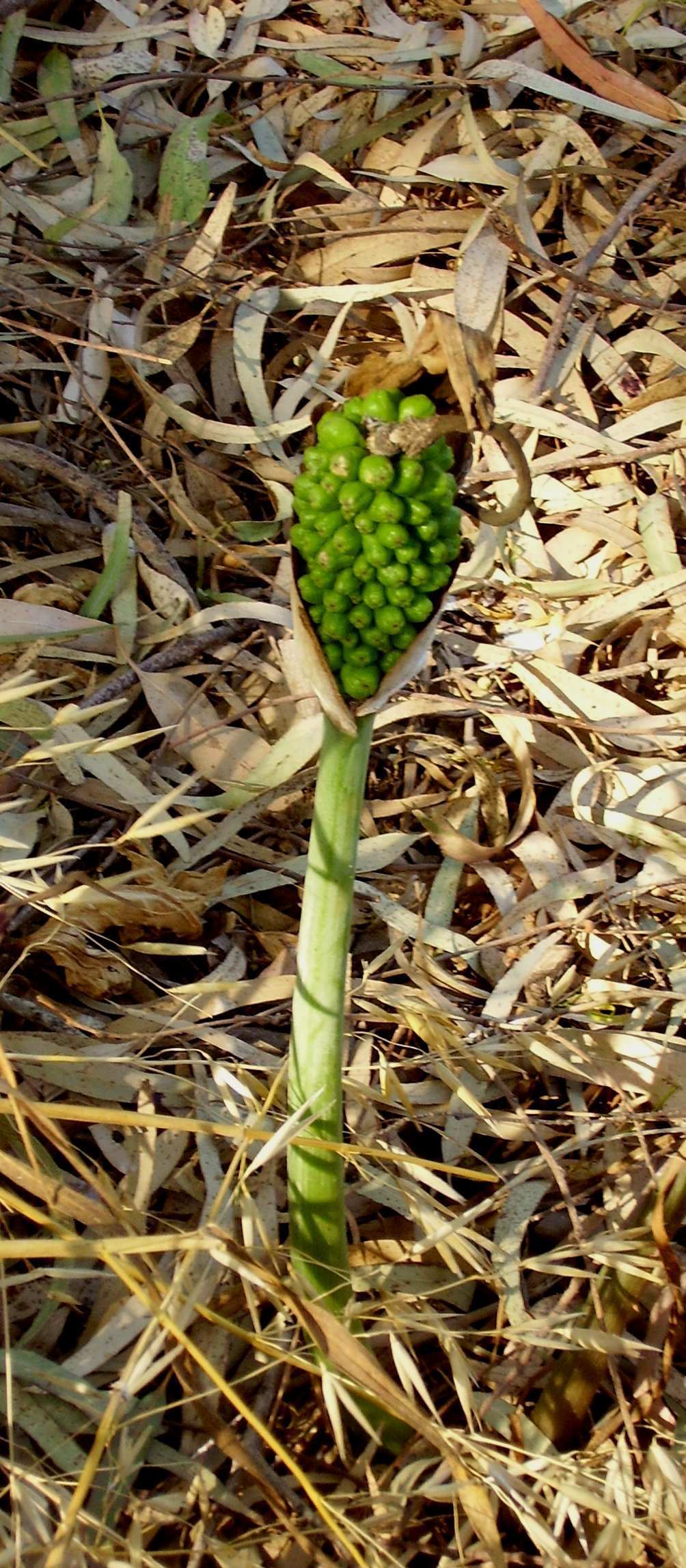